# Juletræet (årsskrift)

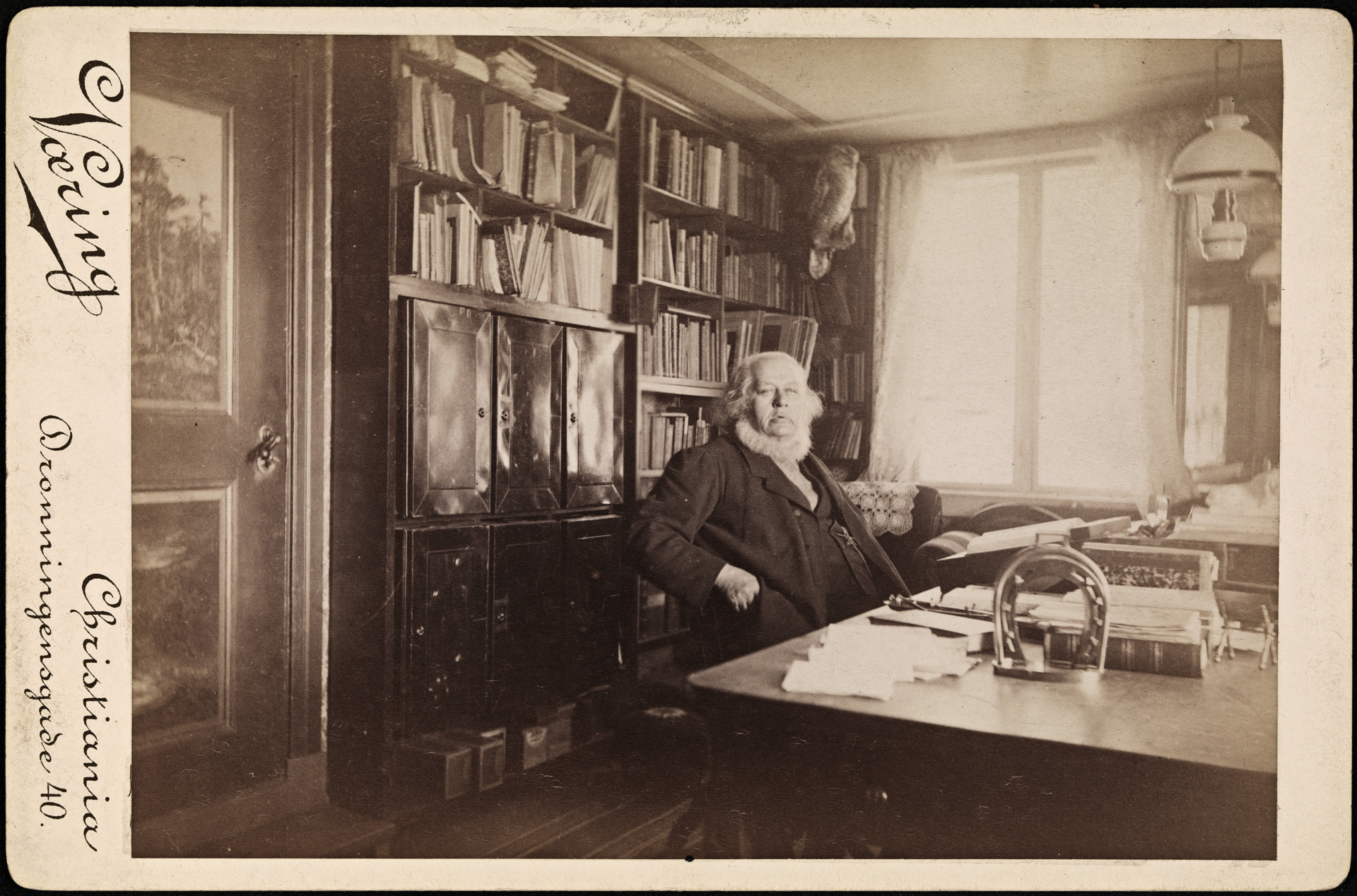
Kabinettfoto av Peter Christen Asbjørnsen (1812–1885), taget av Oluf Væring i Christiania.

Juletræet är en årsskrift som Peter Christen Asbjörnsen publicerats under åren 1850, 1851, 1852 och 1866. Det fanns också planer på att följa upp serien med flera utgåvor i både 1867 och 1868, men detta blev aldrig av. Istället ägnas Asbjörnsen åt nya samlingar av Norske Folke-Eventyr (= Norska Folksagor), och nya utgåvor av Norske Huldre-Eventyr og Folksagn. 
Under 2008 tog dock Asbjörnsensällskapet upp verksamheten med att publicera Juletræet som deras årsskrift.

## Juletræet. Asbjörnsensällskapets årsskrift

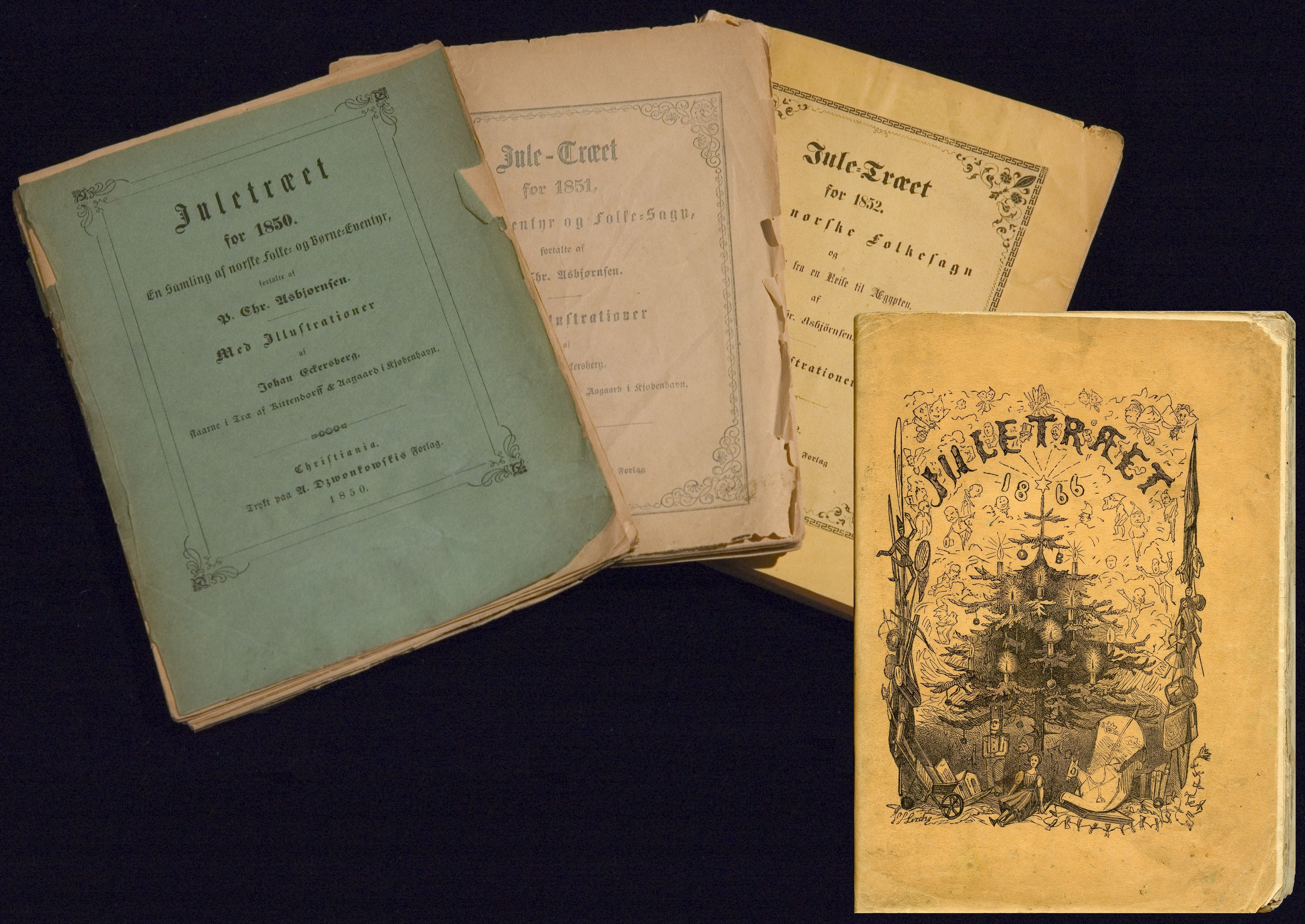
Peter Christen Asbjørnsen gav ut totalt fyra julhäften som alla sålde mycket bra. Årboken för 1850 var Norges första storsäljare med upplag på 23000 ex, och publikationerna bidrog starkt till att införa sedvanan att ha julgranar i norska hem.

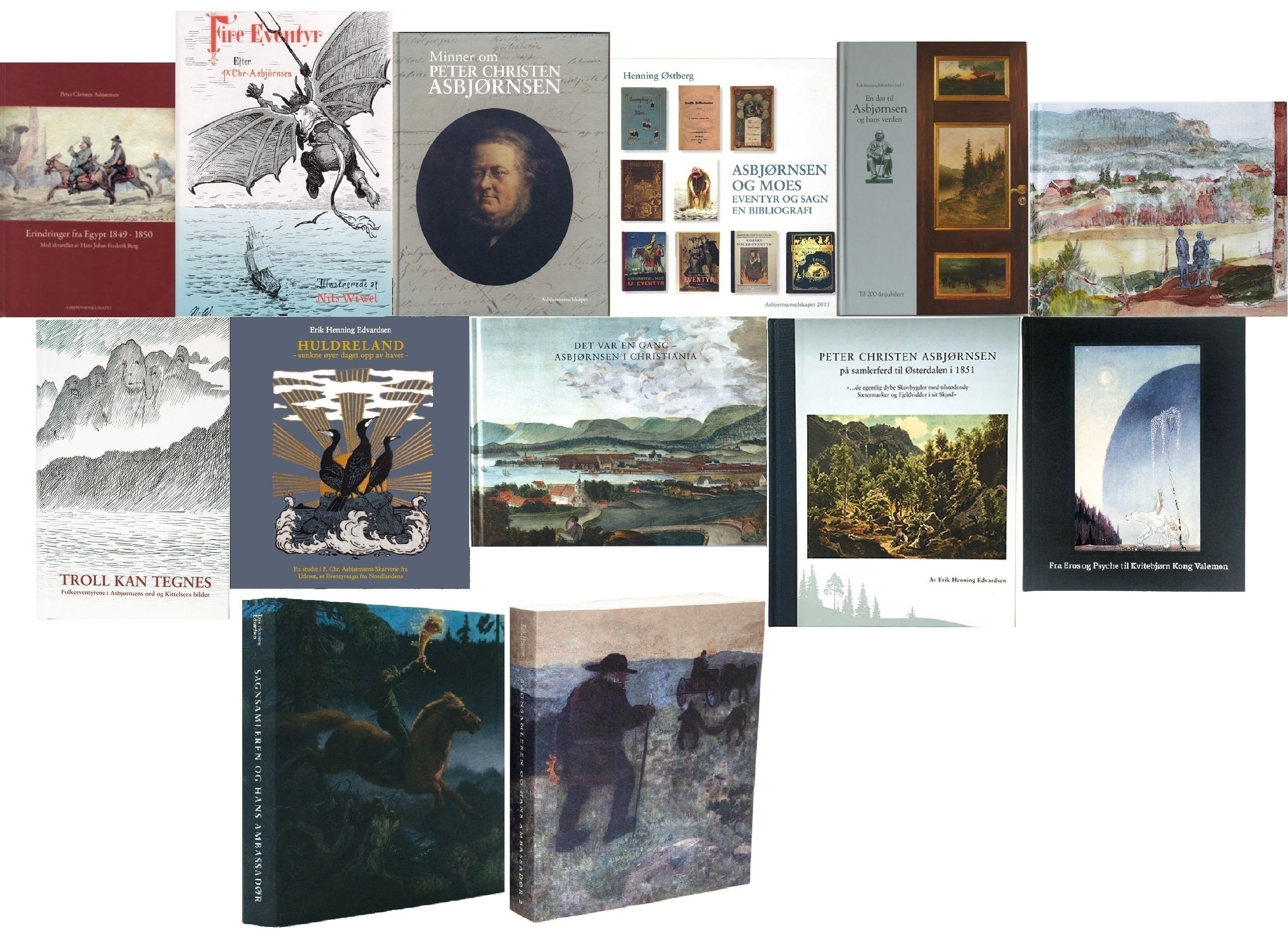
Asbjørnsenselskapets släpp från 2008 till 2020.

- Peter Christen Asbjörnsen: Erindringer fra Egypt 1849-1850. Med akvareller av Hans Johan Frederik Berg. [Boken har förordet «P. Chr. Asbjørnsen på tokt til Middelhavet» av Jorunn Vandvik Johnsen och artikkeln «Akvarellmaleren Hans Johan Frederik Berg (1813-1874) fra Nesna til Nilen» av Ann Falahat.] Juletræet. Asbjörnsensällskapets årsskrift nr. 1. Oslo 2008. ISBN 978-82-997953-0-2 [Ny, rev. utg. 2021. ISBN 978-82-93783-03-9]
- Fire Eventyr, fortalte af Peter Christen Asbjørnsen [och Jörgen Moe]. Illustrerede af Nils Wiwel [Boken har förordet «Om Nils Wiwel og hans bokillustrasjoner» av Björn Ringström, medan Erik Henning Edvardsen har skrivit etterordet «Merknader til eventyrtypene - varianter og motiv» med vetenskapliga synpunkter på varje äventyr (=folksaga).] Juletræet. Asbjörnsensällskapets årsskrift nr. 2. Oslo 2009. ISBN 978-82-997953-1-9
- Minner om Peter Christen Asbjørnsen - slik så samtiden ham. Juletræet. Asbjørnsenselskapets årsskrift nr. 3. Oslo 2010. ISBN 978-82-99-79-53-2-6
- Henning Østberg: Asbjørnsen og Moes eventyr og sagn. En bibliografi. Juletræet. Asbjørnsenselskapets årsskrift nr. 4. Oslo 2011. ISBN 978-82-997953-3-3
- Erik Henning Edvardsen (red.): En dør til Asbjørnsen og hans verden. Juletræet. Asbjørnsenselskapets årsskrift nr. 5, Norsk Folkeminnelags skrifter nr. 166 / Aschehoug & Co. (W. Nygaard), Oslo 2012. ISBN 978-82-03-35296-6
- Henning Østberg (red.): Moe og Asbjørnsen En vennebok til 200-års jubileet for Jørgen Moe 1813-2013. Juletræet. Asbjørnsenselskapets årsskrift nr. 6. Oslo 2013. ISBN 978-82-997953-4-0
- Henning Østberg (red.): Troll kan tegnes. Folkeeventyrene i Asbjørnsens ord og Kittelsens bilder. Juletræet. Asbjørnsenselskapets årsskrift nr. 7. Oslo 2014. ISBN 978-82-997953-5-7
- Erik Henning Edvardsen: Huldreland - sunkne øyer daget opp av havet -. En studie i P. Chr. Asbjørnsens Skarvene fra Udrøst, et Eventyrsagn fra Nordlandene. Juletræet. Asbjørnsenselskapets årsskrift nr. 8. Oslo 2015. ISBN 978-82-997953-6-4
- Erik Henning Edvardsen og Jorunn Vandvik Johnsen: Det var en gang - Asbjørnsen i Christiania. Juletræet. Asbjørnsenselskapets årsskrift nr. 9. Oslo 2016. ISBN 978-82-997953-7-1
- Erik Henning Edvardsen: Peter Christen Asbjørnsen på samlerferd til Østerdalen i 1851. «... de egentlig dybe Skovbygder med tilstødende Sætermarker og Fjeldvidder i sit Skjød». Juletræet. Asbjørnsenselskapets årsskrift nr. 10. Oslo 2017. ISBN 978-82-997953-8-8
- Jorunn Vandvik Johnsen og Henning Østberg: Fra Eros og Psyche til Kvitebjørn Kong Valemon. Juletræet. Asbjørnsenselskapets årsskrift nr. 11. Oslo 2018. ISBN 978-82-997953-9-5
- Erik Henning Edvardsen: Sagnsamleren og hans ambassadør – Andreas Faye og Peter Christen Asbjørnsen – folkoristikkens pionerer i Norge. Del 1. Juletræet. Asbjørnsenselskapets årsskrift nr. 12. Oslo 2019. ISBN 978-82-93783-00-8
- Erik Henning Edvardsen: Sagnsamleren og hans ambassadør – Andreas Faye og Peter Christen Asbjørnsen – folkoristikkens pionerer i Norge. Del 2. Juletræet. Asbjørnsenselskapets årsskrift nr. 13. Oslo 2020. ISBN 978-82-93783-01-5
- Henning Østberg: Kunstneren og hans oppdragsgiver. Marcus Grønvold og Peter Christen Asbjørnsen. Juletræet. Asbjørnsenselskapets årsskrift nr. 14. Oslo 2021. ISBN 978-82-93783-02-2